# Мозамбикский пролив
Мозамби́кский проли́в (малаг. Lakandranon'i Mozambika, порт. Canal de Moçambique, фр. Canal du Mozambique) — пролив в западной части Индийского океана, разделяющий Африку и остров Мадагаскар. Является самым длинным проливом на Земле — около 1760 километров, наименьшая ширина пролива — 422 километра, наибольшая глубина — 3292 метра.
Характеризуется устойчивым течением скоростью 1—1,5 узла, направленным с севера на юг вдоль берегов Африки, переходящим в течение мыса Игольного.

## История возникновения
150 миллионов лет назад (мезозой) древний суперконтинент Гондвана распался на две части: западную (Африку, Аравию и Южную Америку) и восточную (Австралию, Антарктиду, Мадагаскар и Индостан), границей которых стал Мозамбикский пролив. 125 млн лет назад Восточная Гондвана раскололась на «Индигаскар» и Австрало-Антарктиду, между которыми стал формироваться Индийский океан. 90 миллионов лет назад произошло разделение Индостана и Мадагаскара. Таким образом, Мозамбикский пролив существует более ста миллионов лет.

## Границы
Международная гидрографическая организация определяет пределы Мозамбикского пролива следующим образом:
На севере: линия от устья реки Рувума (10°28′ ю. ш. 40°26′ в. д.) до мыса Пак-Хабу, самой северной точки Гранд-Комор северной части Коморских островов, до мыса Кап д'Амбр (11° ю. ш. 49° в. д.), северной оконечности Мадагаскара (11°57′ ю. ш. 49°17′ в. д.).
На востоке: западное побережье Мадагаскара.
На юге: линия от мыса Вухимена (Сент-Мари, 25° ю. ш. 45° в. д.), южной оконечности Мадагаскара до Понта-ду-Ору на материке (26°53′ ю. ш. 32°56′ в. д.).
На западе: побережье Южной Африки.

## Острова в проливе

### Коморы
- Ндзуани
- Мвали
- Анжуан

### Заморские владения Франции
- Майотта
- Гейзер
- Глорьёз
- Жуан-ди-Нова
- Европа
- Бассас-да-Индия